# Світлодіодна стрічка

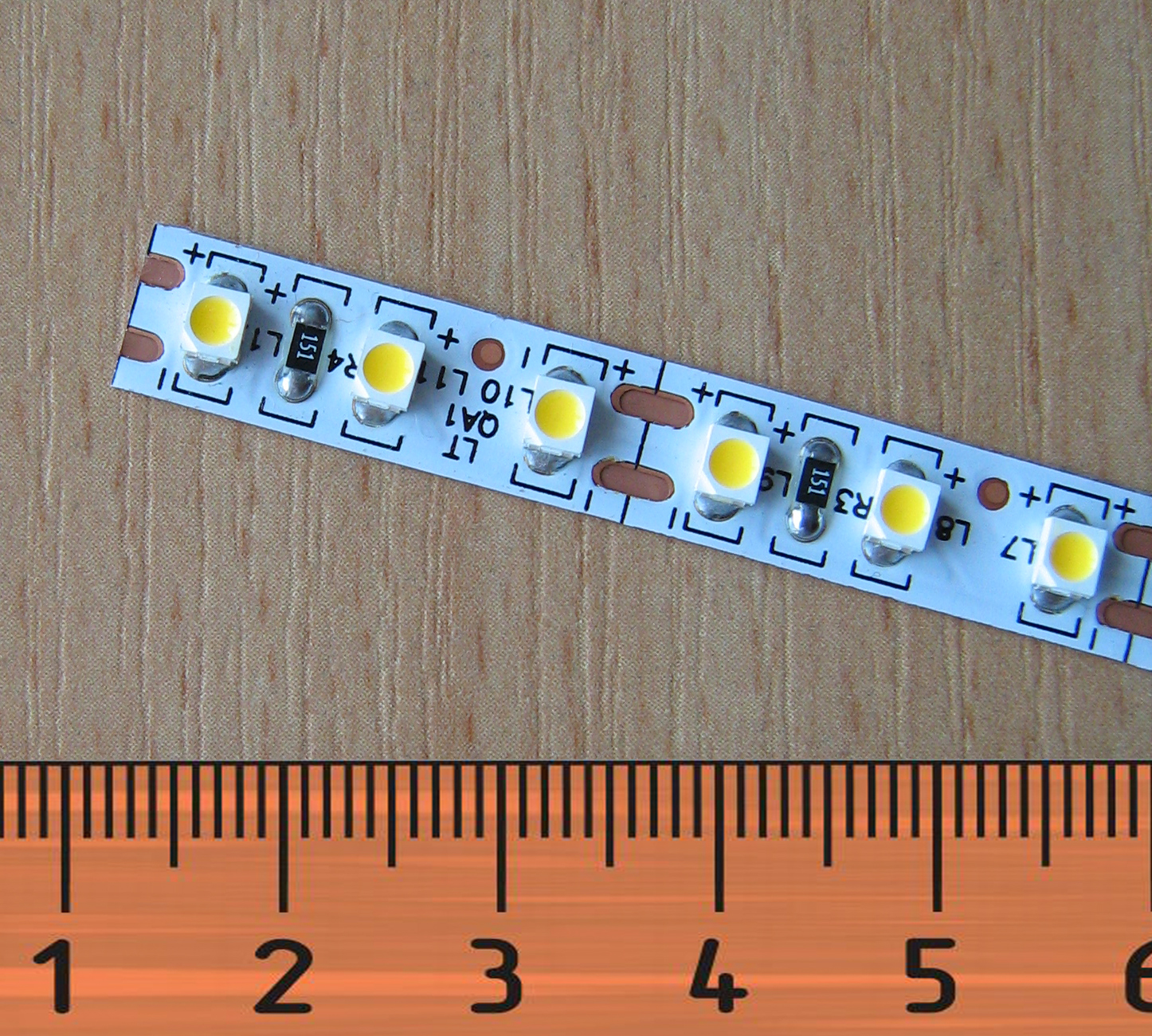
Світлодіодна стрічка на світлодіодах SMD3528, 120 світлодіодів на 1 метр

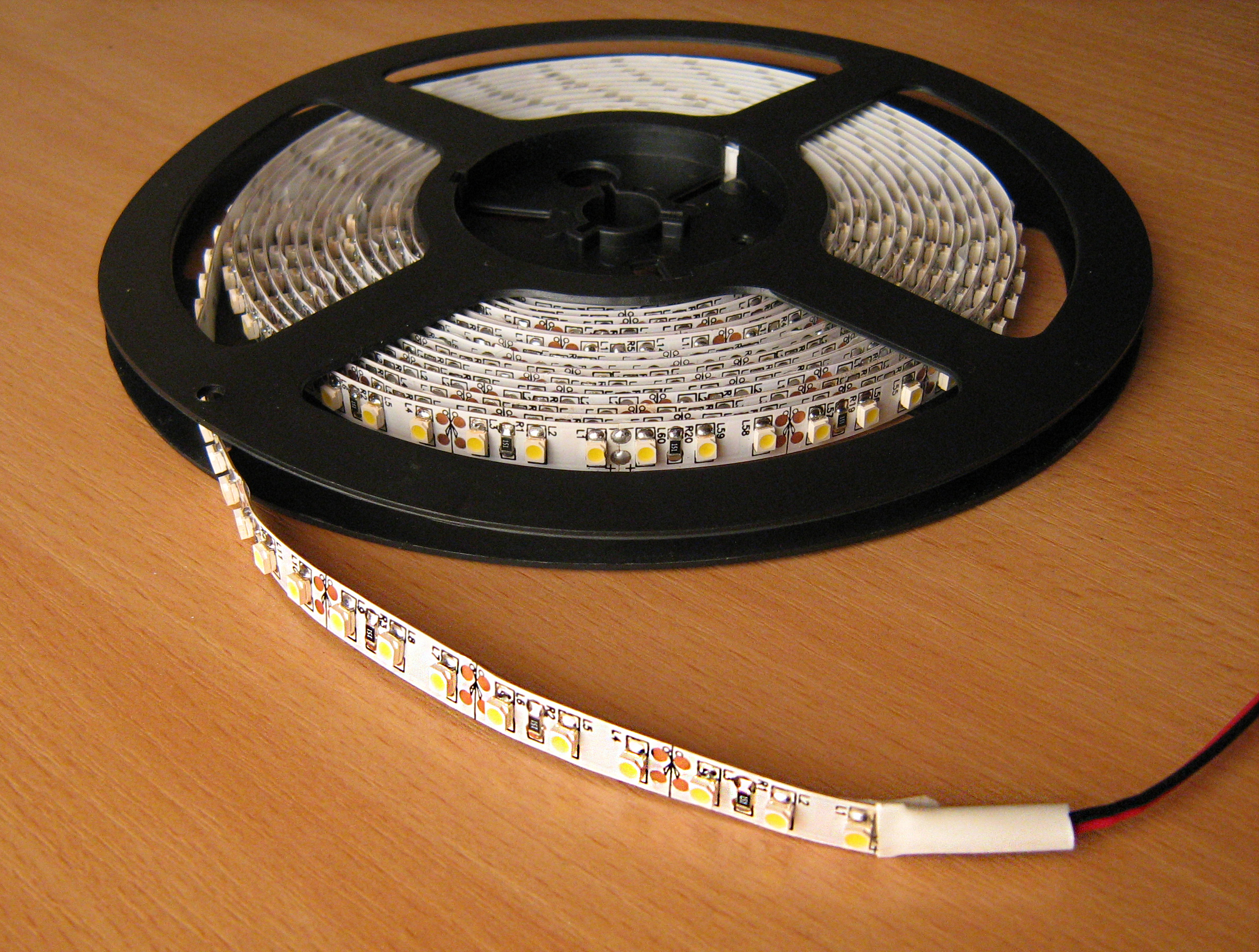
Світлодіодна стрічка на бобіні

Контролер RGB-світлодіодної стрічки c 44-кнопковим інфрачервоним пультом дистанційного керування

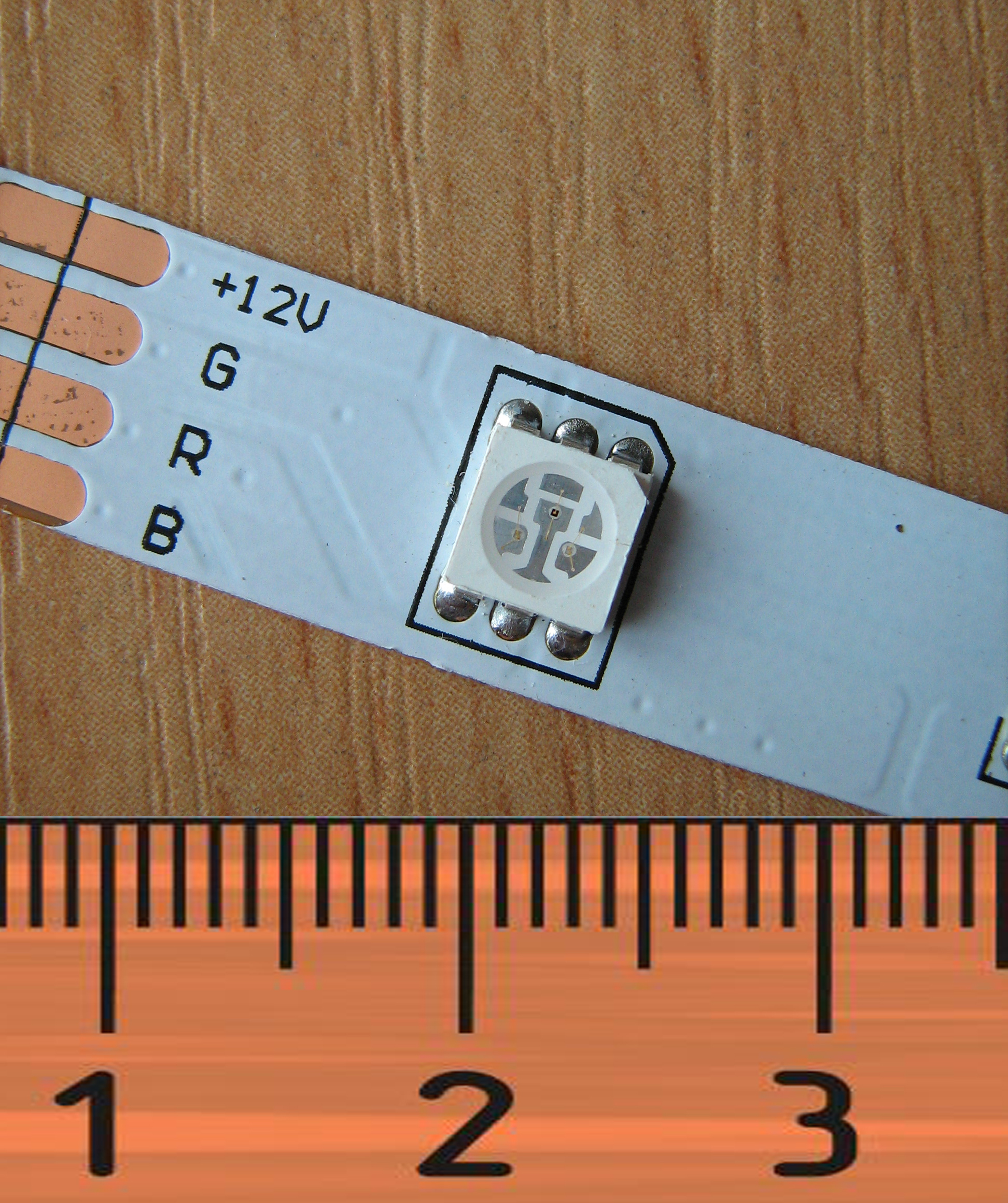
Чип кольорової (RGB) стрічки

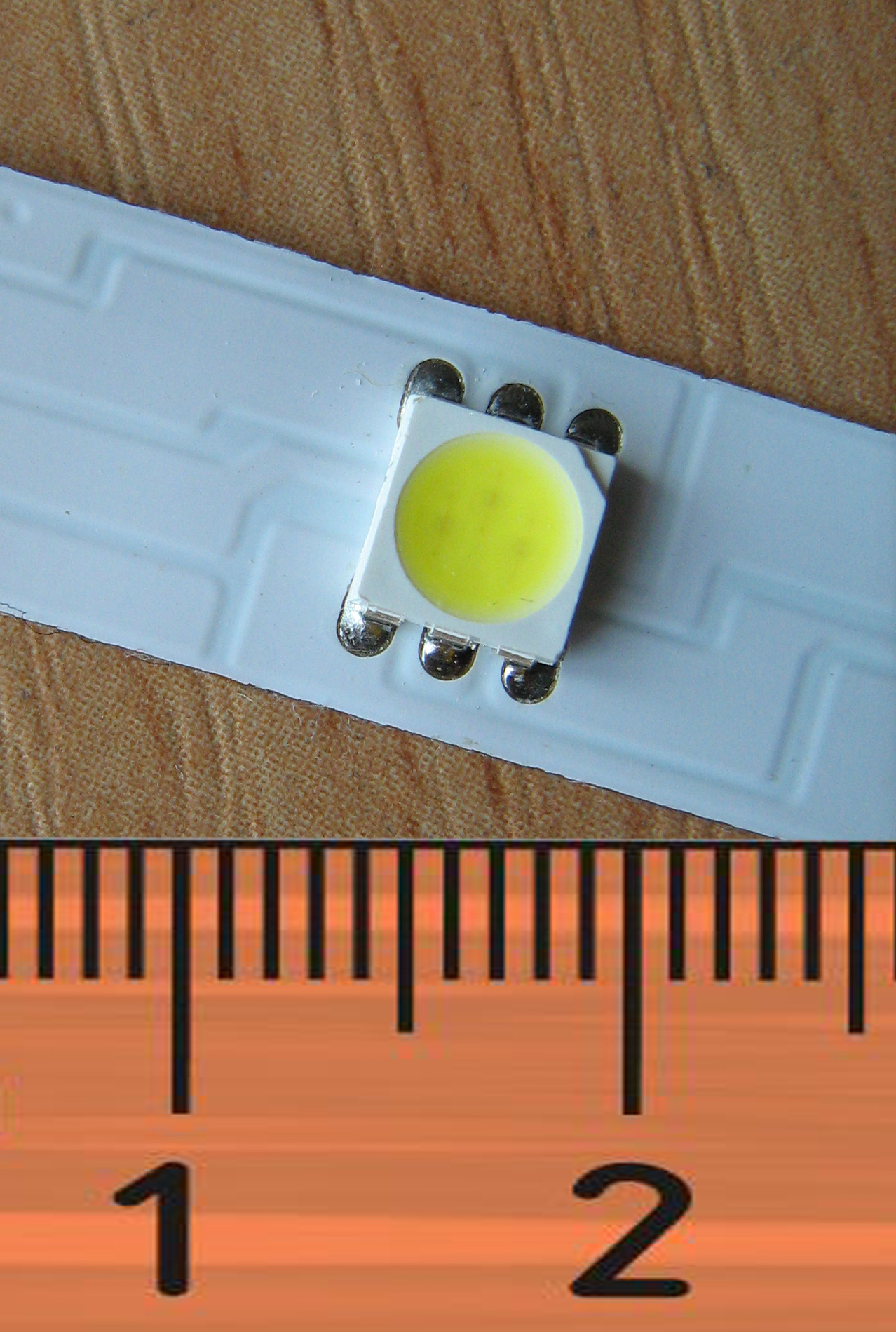
Чип світлодіодної стрічки SMD5050

Світлодіодна стрічка — джерело світла, зібране на основі світлодіодів. Являє собою гнучку друковану (монтажну) плату, на якій рівновіддалено один від одного розташовані світлодіоди. Зазвичай ширина стрічки становить 8 або 10 мм, товщина (зі світлодіодами) 2-3 мм. При виготовленні стрічка намотується в рулони відрізками по 5 м. Для обмеження струму через світлодіоди електричну схему стрічки вводяться струмообмежувальні (резистори), які також монтуються на стрічці.

## Різновиди стрічок
Світлодіодні стрічки виробляються з використанням SMD і DIP технологій. Цифри в позначенні означають розмір чипа кристала в десятих частках міліметра. (SMD 3528 — розмір 3,5 мм на 2,8 мм.)
В залежності від типу світлодіодів стрічки поділяються за величиною світлового потоку (кількістю світлодіодів) і кольором світіння. Бувають стрічки з монохромним світінням (червоного, зеленого, синього, жовтого, білого кольору) і кольорові (з можливістю створення практично будь-якого відтінку, RGB). Так само як і світлодіоди з білим кольором, світлодіодні стрічки бувають різної колірної температури — від 2700 К до 10000 К.
У конструкції кольорової стрічки використовуються кольорові світлодіоди, які фактично являють собою розміщені в одному корпусі світлодіоди трьох кольорів (червоний, зелений, синій), тобто цю стрічку можна представити як три одинарні стрічки, що конструктивно знаходяться на одній основі.

## Підключення стрічки
Світлодіодна стрічка працює від постійного струму і підключається до постійної напруги, величиною зазвичай 12 вольт, рідше 24 вольт,і часто зустрічаються на 5 вольт(найчастіше з usb штекером). Тому для підключення світлодіодної стрічки до мережі електроживлення, додатково необхідний блок живлення.
Для приєднання світлодіодної стрічки до джерела живлення на ній є контактні площадки для припаювання провідників чи приєднання спеціального з'єднувача з пружинними клемами на одному кінці і гніздом на іншому. Розрізати стрічку можна лише по спеціальних мітках, що зазвичай розміщуються з кратністю 5 сантиметрів. При розрізуванні половина кожної з контактних площадок залишається на одному відрізку стрічки, а половина на іншому.
Для регулювання яскравості монокольорової стрічки використовують димери. Важливо правильно підібрати димер, в залежності від споживання стрічки використовуються блоки живлення та димери різної потужності.
Для плавного керування яскравістю і кольором світіння кольорової світлодіодної стрічки застосовуються контролери, принцип роботи яких полягає у зміні яскравості світіння світлодіодів окремо за кожного кольору. Багатьма контролерами можна керувати за допомогою пульту дистанційного керування.

## Переваги і недоліки

### Переваги
- Простота монтажу. Багато стрічок мають на звороті двосторонній скотч, що дозволяє їх легко кріпити практично на будь-які поверхні.
- Електробезпека. Завдяки низькій напрузі живлення світлодіодної стрічки у більшості випадків не потрібно турбуватись про надійну ізоляцію струмопровідних частин стрічки. Для роботи в агресивних умовах випускаються стрічки у силіконовій захисній оболонці
- Невисока ціна експлуатації. По відношенню світловий потік/вартість експлуатаційних витрат світлодіоди мають один з найвищих показників.[2].
- Надійність світлодіодів. У порівнянні з традиційними лампами розжарювання і люмінесцентними лампами, світлодіоди мають більший термін служби.
- Необмежений потенціал у збільшенні світлового потоку в порівнянні з точковими джерелами, сумісними зі старою арматурою. Немає небезпеки перегрівання елементів — світловий потік пропорційний довжині стрічки.
- Можливість реалізації оригінальних дизайнерських рішень за рахунок гнучкості та невеликої товщини світлодіодної стрічки[3].
- Можливість вибору бажаного колірного відтінку сцени при використанні RGB-світлодіодних стрічок з контролерами, що дозволяють керувати незалежно яскравістю кожного каналу[4].

### Недоліки
- При однаковому світловому потоці, вартість світлодіодної стрічки вище, ніж традиційних джерел світла, таких як лампа розжарювання або люмінесцентна лампа (на 2012 рік).
- Необхідність блока живлення для роботи в побутовій електромережі.
- Найгірші показники передачі кольору при використанні RGB стрічки порівняно з білим світлодіодом. Це пов'язано з тим, що застосовуються світлодіоди 3528/5050 мають невисокий індекс передачі кольору на рівні 80, а деякими виробниками зовсім не нормується[5].

## Використання

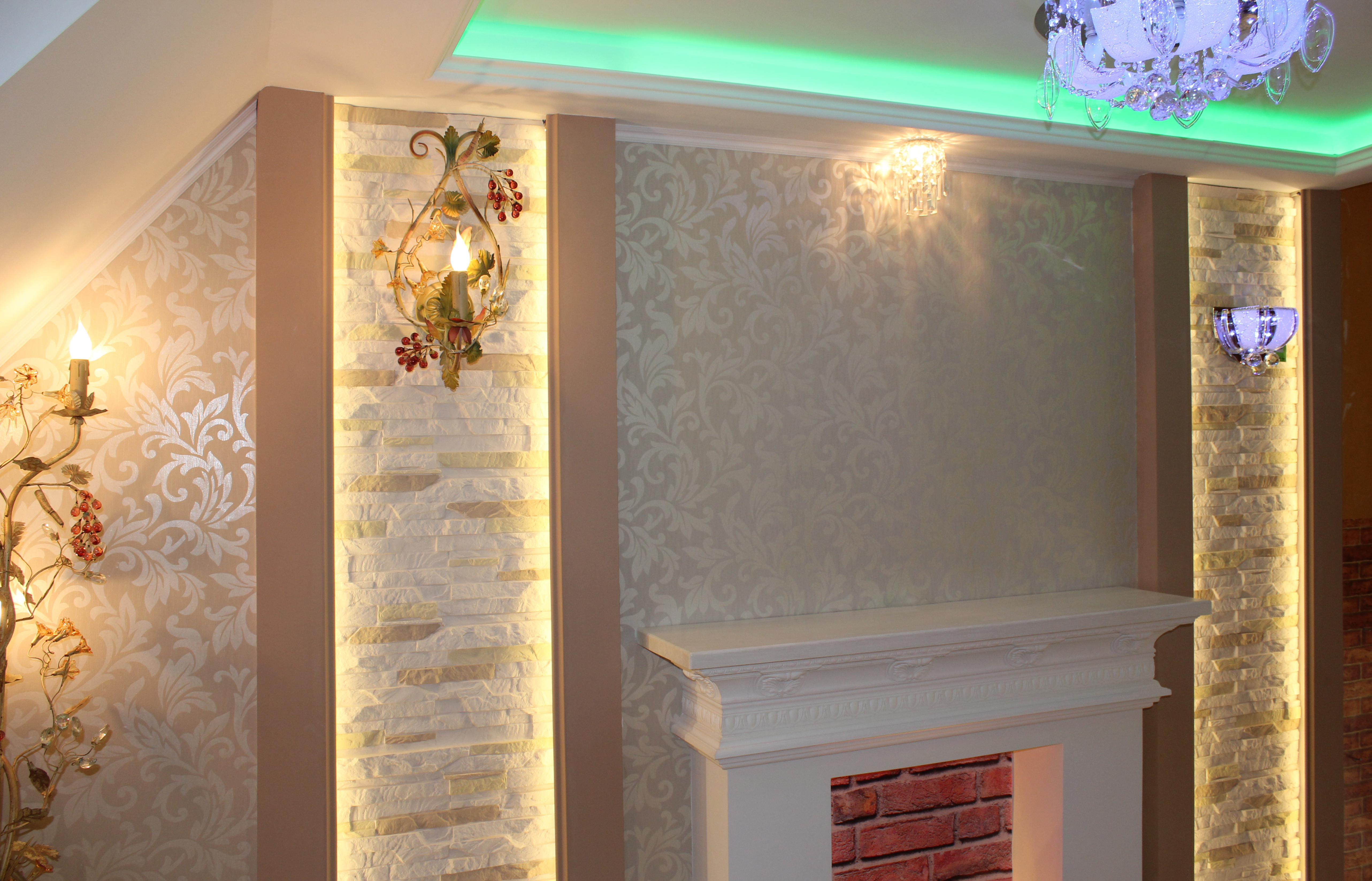
Приклад застосування світлодіодної стрічки в освітленні кімнати

Невеликі розміри, значна гамма кольорів і мале споживання електроенергії визначили широке застосування світлодіодної стрічки. Підсвічування інтер'єра будинків і квартир (стелі, підлоги, периметри приміщень, арок і ніш), дизайн екстер'єра (контури будівель, фонтани, басейни, архітектурні елементи), рекламна підсвічування, автомобільний дизайн, меблеве освітлення — все це сфери, де можна застосовувати і використовувати світлодіодні стрічки.
Герметичні (вологозахищені) світлодіодні стрічки використовуються для зовнішнього підсвічування будівель і споруд та для сигналізації на дорогах (в тому числі для розміщення на транспортних засобах).